# Стара Ювала
Стара Ювала́ (рос. Старая Ювала) — село у складі Кожевниковського району Томської області, Росія. Адміністративний центр Староювалинського сільського поселення.

## Населення
Населення — 998 осіб (2010; 1019 у 2002).
Національний склад (станом на 2002 рік):
- росіяни — 87 %